# Weinberg (Ludwigsfelde)
Weinberg ist ein Wohnplatz der Stadt Ludwigsfelde im Landkreis Teltow-Fläming in Brandenburg.

## Geografie
Der Wohnplatz liegt südöstlich des Stadtzentrums im nordwestlichen Teil des Ortsteils Löwenbruch. Westlich führt die Bundesstraße 101 in Nord-Süd-Richtung am Wohnplatz vorbei.

## Geschichte
Der Loewenbruscher Weinberg wurde 1791 erstmals urkundlich erwähnt. Die Statistik verzeichnete für dieses Jahr im Ort zwei Haushalte (=Feuerstellen) sowie zwei Einlieger und 20 „Seelen“. Im Jahr 1801 gab es dort eine Schäferei, einen Krug sowie ein Forsthaus. Die Gemarkung war zwei Hufen groß bei weiterhin zwei Feuerstellen und 20 Einwohnern. 1840 wurde lediglich noch von der Schäferei berichtet. Im Jahr 1858 erschien der Wohnplatz erstmals als Vorwerk, 1860 als Löwenbrucher Weinberg mit zwei Wohn- und sechs Wirtschaftsgebäuden. Sie gehörten im Jahr 1900 zum Gut Löwenbruch und ab 1928 zur Gemeinde Löwenbruch. Im Jahr 1925 lebten in Weinberg 30 Einwohner. Seit 1932 wird die Ansiedlung als Wohnplatz der Gemeinde Löwenbruch geführt.
Im Jahr 2020 befindet sich dort die Agrargenossenschaft Löwenbruch/Kerzendorf. Sie ist über die Buslinie 709 mit Löwenbruch verbunden. Die Straße Weinbergsweg stellt eine Verbindung zur B 101 her.